# KDEL

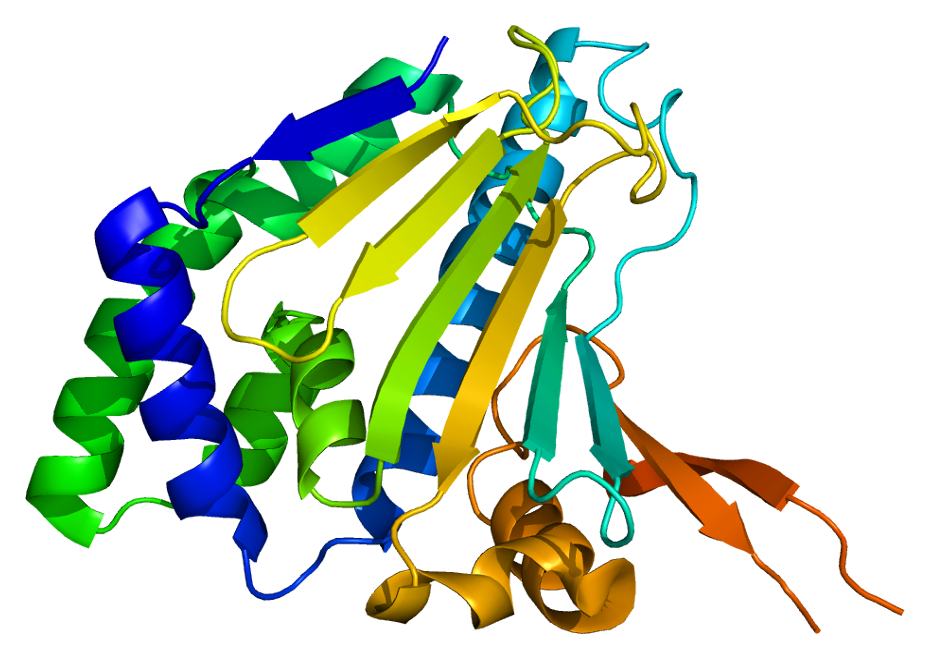
HSP90B1 (endoplasmin, grp94) je jeden z heat shock proteinů rezidentních v endoplazmatickém retikulu. Na svém C-konci je opatřen KDEL sekvencí.

KDEL je tetrapeptidová signální sekvence nacházející se na C-konci bílkovin, které svou funkci mají trvale plnit v endoplazmatickém retikulu (ER). Bílkoviny jsou jinak neustále z ER transportovány do dalších membránových organel (jako je Golgiho aparát). Sekvence KDEL zajišťuje, aby se proteiny nesoucí tuto sekvenci neustále vracely (recyklovaly) z membránových organel, kam jsou v rámci sekrečního endomembránového systému unášeny.
Název „KDEL“ je odvozen od jednopísmenných zkratek čtyř aminokyselin, které jej tvoří:
- K – lysin
- D – kyselina asparagová
- E – kyselina glutamová
- L – leucin

KDEL se v Golgiho aparátu váže na KDEL receptory, které je následně navádí k recyklaci pomocí retrográdních (COPI) váčků zpět do endoplazmatického retikula. Aby byl transport efektivní, KDEL receptory se musí ke KDEL sekvenci vázat v Golgiho aparátu s velkou afinitou, zatímco v ER se nesmí vázat téměř vůbec. Tyto rozdíly v afinitě mohou být způsobeny rozdíly v pH uvnitř těchto organel (Golgiho aparát je slabě kyselý).